# Campolaemus perexilis
Campolaemus perexilis foi uma espécie de gastrópodes da família Vertiginidae.
Foi endémica da Santa Helena (território).